# Garcinia vitiensis
Garcinia vitiensis är en tvåhjärtbladig växtart som först beskrevs av Asa Gray, och fick sitt nu gällande namn av Berthold Carl Seemann. Garcinia vitiensis ingår i släktet Garcinia och familjen Clusiaceae. Inga underarter finns listade i Catalogue of Life.